# Реквием (Лигети)

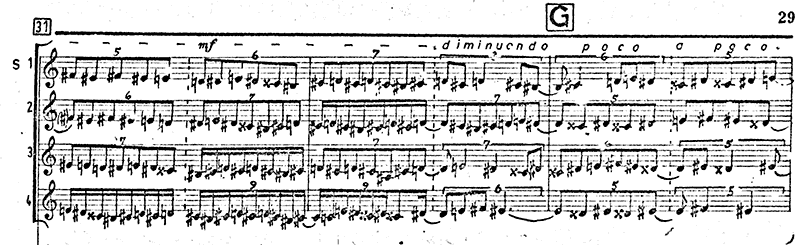

Реквием — симфоническое произведение Дьёрдя Лигети. Считается одним из центральных произведений в художественном наследии композитора. Написан в 1963—1965 гг. Партитура предназначена для двух солистов (сопрано и меццо-сопрано), пятиголосного хора и оркестра.

## Общая характеристика
По словам самого Лигети, его «Реквием» — это дикое, истерическое и гипердраматическое произведение, в музыкальной форме излагающее события Страшного Суда. В произведении ярко выражен творческий почерк композитора, широко используется приём микрополифонии. Музыка «Реквиема» весьма авангардна, однако текст его канонический, на латинском языке.

## Структура произведения
Формально «Реквием» Лигети является одночастным произведением, исполняется без перерывов. Однако в нём можно выделить отдельные части, в соответствии с каноническими частями католического богослужения:
1. Introitus
2. Kyrie
3. Dies irae
4. Lacrimosa

Подбор текстов примечателен. В «Реквиеме» Лигети нет «светлых» частей, в которых бы говорилось о надежде. Все «светлые» образы заупокойной мессы включены Дьёрдем Лигети в произведение «Lux aeterna», написанное позже «Реквиема» и исполняемое отдельно от него. Таким образом, «Реквием» Лигети является исключительно мрачным и лишь формально религиозным произведением.

## В массовой культуре
Фрагменты «Реквиема» были использованы в фильме «Космическая одиссея 2001 года» Стэнли Кубрика и благодаря этому стали широко известны. Лигети предъявлял претензии к Кубрику, обвиняя того в искажениях партитуры и неправомерном использовании его музыки.